# Michael Jackson's This Is It
Michael Jackson's This Is It(tạm dịch:Michael Jackson - Đó là tôi) là bộ phim hòa nhạc tài liệu Mỹ năm 2009 về các cảnh diễn tập của Michael Jackson cho tour diễn cùng tên tại Staples Center, Los Angeles. Phim dự kiến ra mắt trên các rạp chiếu phim toàn cầu vào ngày 28 tháng 10 năm 2009 với 2 tuần trình chiếu. Đoạn trailer dài hai phút rưỡi cho thấy Michael Jackson đang biểu diễn các động tác vũ đạo đầy điêu luyện. Hình ảnh đầy nhiệt huyết này dường như trái ngược với những bài báo cho rằng sức khỏe của anh kiệt quệ vài tuần trước khi qua đời.
Chỉ hơn 2 tháng sau cái chết đột ngột của ông vua nhạc pop - Bộ phim "This Is It" - xoay quanh những giờ phút cuối của Michael Jackson khi chuẩn bị cho 50 buổi hoà nhạc lịch sử tại nhà hát O2 Arena tại London đã ra mắt đoạn trailer nóng bỏng dài 2 phút rưỡi và dự kiến sẽ được chính thức công chiếu vào dịp Halloween tới đây.
Đoạn trailer này đã được MTV công bố tại lễ trao giải Video Music Awards ngày 13 tháng 9 năm 2009.
Cũng nhân dịp này, poster của bộ phim cũng vừa được công bố, với dáng đứng của Michael Jackson (MJ) được lồng ghép bằng những hình ảnh từ những buổi diễn tập, với màu sắc rực rỡ và tươi sáng.
Trong đoạn trailer này, khán giả hâm mộ trên toàn cầu có thể được nhìn lại thần tượng MJ của mình đang đầy nhiệt huyết chuẩn bị cho tour diễn của mình bên các cộng sự với các động tác vũ đạo điêu luyện và đầy hào hứng. Không có nước mắt, không có những ký ức buồn về cái chết và sự suy kiệt sức khoẻ của ông hoàng nhạc pop, bộ phim là những hình ảnh sống động về quãng thời gian đẹp nhất khi MJ đang được sống lại trong đỉnh cao âm nhạc. Đoạn phim tràn đầy những ca khúc nổi tiếng của MJ như "Man in the Mirror", "Smooth Criminal", "Billie Jean"...
Trong trailer, người ta nhìn thấy MJ tự tin động viên các đồng sự: "Đây là một cuộc phiêu lưu, một cuộc phiêu lưu vĩ đại. Chúng ta hãy đưa khán giả đến nơi mà họ chưa từng biết tới trước đó"- điều hoàn toàn trái ngược với những thông tin về sức khoẻ của anh trước đó.
"This Is It" do hãng phim Sony và hãng âm nhạc Sony phối hợp cùng sản xuất, với tiêu đề được lấy từ tên chương trình biểu diễn của MJ dự kiến diễn ra tại sân khấu O2 Arena, London vào tháng 7.2009 - nhưng đã bị dừng lại vĩnh viễn vì sự ra đi của anh. Toàn bộ nội dung của bộ phim sẽ là những cảnh diễn tập của ông hoàng nhạc pop tại Staples Center, Los Angeles trong suốt khoảng thời gian từ tháng 4 tới tháng 6 năm 2009
Trong phim cũng sẽ đan xen những đoạn hồi tưởng trong sự nghiệp và những đoạn phỏng vấn bạn bè lẫn các cộng tác viên của MJ. 3 trong số 18 bài hát của MJ sẽ được tái hiện lại trên đồ họa 3D.
"This Is It" được thực hiện bởi đạo diễn Kenny Ortega (đạo diễn của loạt phim ca nhạc dành cho teen rất thành công High School Musical). Kenny Ortega đã miêu tả việc được thực hiện bộ phim này như một trải nghiệm tuyệt vời, được thấu hiểu sự gắn kết, niềm đam mê và sự sáng tạo mà MJ đã đặt vào dự án này. Ông nói: "Người hâm mộ sẽ thấy được hình ảnh Michael mà chúng ta chưa từng thấy trước đây: một nghệ sĩ vĩ đại trong công việc".
Với gần 100 giờ quay, những cảnh quay trong phim được tái hiện tỉ mỉ từ sân khấu đơn giản của xưởng phim đến những phòng tập kỹ thuật tại Staple Center và một Michael Jackson tận tụy, tâm huyết và đầy cống hiến với âm nhạc. Mọi hình ảnh, vũ đạo, ánh sáng và thiết kế sân khấu của những buổi diễn tập này được thiết kế vô cùng kỹ lưỡng. Nó cho khán giả cảm tưởng như họ đang đi xem liveshow "This Is It" thật sự chứ không chỉ nhìn MJ luyện tập.
Bộ phim được trình chiếu trên thế giới từ ngày 26 tháng 10 năm 2009 trong vòng 2 tuần lễ.

## Các ca khúc sử dụng trong phim
| 1. Wanna Be Startin' Somethin' 2. Speechless 3. Bad 4. Smooth Criminal 5. Don't Stop Til You Get Enough 6. Jam 7. They Don't Care About Us 8. HIStory 9. The Way You Make Me Feel 10. I'll Be There 11. Human Nature 12. I Want You Back 13. The Love You Save 14. Shake Your Body (Down to the Ground) | 15. I Just Can't Stop Loving You 16. Thriller 17. Threatened 18. Who Is It 19. Beat It 20. Black or White 21. Earth Song 22. Billie Jean 23. Man in the Mirror 24. This Is It 25. "Mind Is The Magic" 26. "She Drives Me Wild" 27. "Why You Wanna Trip On Me" 28. "Heal The World" |